# Lagrange (Maine)
Lagrange és una població dels Estats Units a l'estat de Maine (EUA). Segons el cens del 2020 tenia 635 habitants.

## Demografia

### Cens del 2000
Segons el cens del 2000, Lagrange tenia 747 habitants, 286 habitatges, i 197 famílies. La densitat de població era de 5,8 habitants/km².
Dels 286 habitatges en un 35,3% hi vivien nens de menys de 18 anys, en un 55,2% hi vivien parelles casades, en un 8,4% dones solteres, i en un 31,1% no eren unitats familiars. En el 25,9% dels habitatges hi vivien persones soles el 10,5% de les quals corresponia a persones de 65 anys o més que vivien soles. El nombre mitjà de persones vivint en cada habitatge era de 2,61 i el nombre mitjà de persones que vivien en cada família era de 3,14.
Per edats la població es repartia de la següent manera: un 28,4% tenia menys de 18 anys, un 8% entre 18 i 24, un 33,9% entre 25 i 44, un 20,7% de 45 a 60 i un 9% 65 anys o més.
L'edat mediana era de 35 anys. Per cada 100 dones de 18 o més anys hi havia 101,1 homes.
La renda mediana per habitatge era de 33.295 $ i la renda mediana per família de 42.159 $. Els homes tenien una renda mediana de 31.193 $ mentre que les dones 20.489 $. La renda per capita de la població era de 13.743 $. Entorn de l'11,9% de les famílies i el 17% de la població estaven per davall del llindar de pobresa.